# David Benoit (músico)
David Bryan Benoit (Bakersfield, California; 18 de agosto de 1953) es un pianista, compositor y productor de jazz estadounidense, radicado en Los Ángeles, California, Estados Unidos. Benoit ha publicado más de 25 álbumes desde 1980 y ha sido nominado a tres premios Grammy. También es director musical de la Sinfónica Juvenil Pacific Vision,  anteriormente conocida como Orquesta Sinfónica Asia América, y de la Orquesta Juvenil Asia América. Además, atribuyendo a Vince Guaraldi la inspiración para ello, Benoit ha participado como intérprete y director musical en las adaptaciones animadas de la tira cómica Peanuts, así como el largometraje The Peanuts Movie, devolviendo la firma musical de Guaraldi a la franquicia.

## Primeros años de vida
David Bryan Benoit nació en Bakersfield, California, el 18 de agosto de 1953. Estudió piano desde los 13 años con Marya Cressy Wright y continuó su formación con Abraham Fraser, quien fue el pianista de Arturo Toscanini. Asistió a la escuela secundaria Mira Costa. Se centró en la teoría y la composición en El Camino College, estudiando orquestación con Donald Nelligan, y más tarde tomó clases de composición de música para cine impartidas por Donald Ray en la UCLA. Su formación en dirección musical comenzó con Heiichiro Ohyama, director asistente de la Filarmónica de Los Ángeles, y continuó con Jan Robertson, jefe del departamento de dirección de la UCLA. Trabajó con Jeffrey Schindler, director musical de la orquesta sinfónica de la UC Santa Bárbara.

## Carrera
Comenzó su carrera como director musical y director de orquesta de Lainie Kazan en 1976, antes de pasar a roles similares con las cantantes y actrices Ann-Margret y Connie Stevens.
Su álbum debut con GRP Records, fue Freedom at Midnight (1987), el cual llegó al número 5 en la lista de los mejores álbumes de jazz contemporáneo de Billboard. Benoit también dice que fue su álbum favorito de producir, porque fue cuando "todo encajó", como afirmó en una entrevista para SmoothViews.com. Un álbum anterior "en vivo en estudio", es decir, una grabación directa sin mezclas ni sobregrabaciones para Spindletop Records, This Side Up de 1986, fue reeditada por el mismo sello GRP Records.
Waiting for Spring de 1989 llegó al número 1 en la lista de los mejores álbumes de jazz de Billboard. Shadows de 1991 llegó al número 2 en la lista de los mejores álbumes de jazz contemporáneo.
Por respeto a una de sus principales influencias, Bill Evans, le dedicó a este pianista su álbum de 1992 Letter to Evan.
Muchas de sus canciones emplean una sección de cuerdas, algo muy notable en sus álbumes, American Landscape  de 1997 y Orchestral Stories de 2005.
En el año 2000, tras la muerte del creador de Peanuts, Charles M. Schulz, lanzó un álbum conmemorativo titulado Here's to You, Charlie Brown: 50 Great Years!. Entre quienes colaboraron en el álbum se encuentra el grupo coral Take 6, el guitarrista Marc Antoine y el trompetista Chris Botti. También compuso la música de varios especiales de televisión animados de "Peanuts", emulando el estilo del innovador compositor Vince Guaraldi. El álbum llegó al número 2 en la lista Top Jazz Albums. Una versión anterior de "Linus and Lucy" de Guaraldi, grabada en 1985 para el álbum mencionado anteriormente This Side Up, gozó de una notable difusión radial y ayudó a lanzar el género del smooth jazz.
Benoit ha arreglado, dirigido e interpretado música para muchos artistas populares de pop y jazz, incluidos Russ Freeman y The Rippingtons, banda con la que estuvo involucrado en sus etapas formativas, a menudo apareciendo tocando juntos en los álbumes de cada uno. También trabajó junto a músicos como Kenny Loggins, Michael Franks, Patti Austin, Dave Koz, Kenny Rankin, Faith Hill, David Lanz, Cece Winans, David Pack, David Sanborn y Brian McKnight. Benoit también rindió homenaje a una de sus principales influencias, Leonard Bernstein, al tocar, arreglar e interpretar The Songs of West Side Story, un proyecto estelar producido por David Pack que alcanzó el estatus de disco de oro en ventas. Benoit contribuyó al álbum debut de los Rippingtons, Moonlighting, que fue nombrado el álbum de jazz contemporáneo más influyente de todos los tiempos por la revista Jazziz.
El álbum Benoit/Freeman Project recibió 41⁄2 estrellas de AllMusic, la calificación más alta que Benoit ha recibido en su carrera, a la vez que el álbum llegó al número 2 en la lista Top Contemporary Jazz Albums de Billboard.
Música de Benoit se puede escuchar durante los segmentos "Local on the 8s" de The Weather Channel. Su versión de "Cast Your Fate to the Wind" de Vince Guaraldi está incluida en el álbum The Weather Channel Presents: Smooth Jazz II de 2008. En mayo de 2011, Benoit comenzó a presentar un programa matutino en la estación de radio de jazz KKJZ (88.1 MHz FM) de Long Beach, área de la ciudad de Los Ángeles, California.
Benoit ha actuado en la Casa Blanca para tres presidentes de Estados Unidos: Bill Clinton, Ronald Reagan y George H. W. Bush. Otros dignatarios para quienes actuó incluyen a Colin Powell, Hillary Clinton, Al Gore, los exalcaldes de Los Ángeles Tom Bradley y James Hahn, así como el senador Dick Durbin.

## Premios y reconocimientos
- 1989: Every Step of the Way, nominación al Grammy a la Mejor Interpretación de Jazz Contemporáneo
- 1996: GRP All-Star Big Band, nominación al Grammy a la mejor interpretación de un gran conjunto de jazz
- 2000: "Dad's Room" de Professional Dreamer, nominación al Grammy a Mejor Composición Instrumental

## Discografía

### Como solista
| Año  | Título                                        | Discográfica             | Notas                                                                                |
| ---- | --------------------------------------------- | ------------------------ | ------------------------------------------------------------------------------------ |
| 1977 | Heavier Than Yesterday                        | AVI/Blue Moon            |                                                                                      |
| 1980 | Can You Imagine                               | AVI/Blue Moon            |                                                                                      |
| 1982 | Stages                                        | AVI/Blue Moon            |                                                                                      |
| 1983 | Digits                                        | AVI/Blue Moon            |                                                                                      |
| 1983 | Christmastime                                 | AVI/Blue Moon            |                                                                                      |
| 1984 | Waves of Raves                                | AVI/Blue Moon            |                                                                                      |
| 1985 | This Side Up                                  | Spindletop/En Pointe     |                                                                                      |
| 1986 | Summer                                        | Electric Bird/Intersound | regrabación de material anteriormente compuesto                                      |
| 1987 | Freedom at Midnight                           | GRP                      |                                                                                      |
| 1988 | Every Step of the Way                         | GRP                      |                                                                                      |
| 1989 | Urban Daydreams                               | GRP                      |                                                                                      |
| 1989 | Waiting for Spring                            | GRP                      |                                                                                      |
| 1990 | Inner Motion                                  | GRP                      |                                                                                      |
| 1991 | Shadows                                       | GRP                      |                                                                                      |
| 1992 | Letter to Evan                                | GRP                      |                                                                                      |
| 1994 | Shaken Not Stirred                            | GRP                      |                                                                                      |
| 1994 | The Benoit/Freeman Project                    | GRP                      | con Russ Freeman                                                                     |
| 1995 | The Stars Fell on Henrietta                   | Varèse Sarabande         | banda sonora original                                                                |
| 1996 | Remembering Christmas                         | GRP                      |                                                                                      |
| 1997 | American Landscape                            | GRP                      |                                                                                      |
| 1999 | Professional Dreamer                          | GRP                      |                                                                                      |
| 2000 | Great Composers of Jazz                       | Vertical Jazz/Fine Tune  |                                                                                      |
| 2000 | Here's to You, Charlie Brown: 50 Great Years! | GRP                      |                                                                                      |
| 2002 | Fuzzy Logic                                   | GRP                      |                                                                                      |
| 2003 | Right Here, Right Now                         | GRP/Universal/Verve      |                                                                                      |
| 2004 | The Benoit/Freeman Project 2                  | Peak                     | con Russ Freeman                                                                     |
| 2005 | Orchestral Stories                            | Peak/Universal           |                                                                                      |
| 2005 | 40 Years: A Charlie Brown Christmas           | Concord/Peak             |                                                                                      |
| 2006 | Full Circle                                   | Concord/Peak             |                                                                                      |
| 2006 | Standards                                     | Kind of Blue             | Brian Bromberg y Gregg Bissonette                                                    |
| 2008 | Heroes                                        | Concord/Peak             |                                                                                      |
| 2008 | Jazz for Peanuts                              | Concord/Peak             |                                                                                      |
| 2010 | Earthglow                                     | Concord/Heads Up/Peak    |                                                                                      |
| 2012 | Conversation                                  | Heads Up                 |                                                                                      |
| 2015 | 2 in Love                                     | Concord                  | con Jane Monheit                                                                     |
| 2015 | Believe                                       | Concord                  | David Benoit Trio, con la presentación de Jane Monheit y el All American Boys Chorus |
| 2017 | The Steinway Sessions                         | Steinway                 |                                                                                      |
| 2017 | So Nice                                       | Shanachie Records        | con Marc Antoine                                                                     |
| 2019 | David Benoit and Friends                      | Shanachie Records        |                                                                                      |
| 2020 | It's a David Benoit Christmas!                | Steinway                 |                                                                                      |
| 2022 | A Midnight Rendezvous                         | Shanachie Records        |                                                                                      |

### Como acompañante
- 1975 The Man Incognito, Alphonse Mouzon
- 1986 Moonlighting, The Rippingtons
- 1988 The Real Me, Patti Austin
- 1988 Lay It on the Line, Sam Riney
- 1988 In Full Swing, Full Swing
- 1990 This Is Me, Emily Remler
- 1992 Carry On, Patti Austin
- 1992 Tropical Pleasures, Kilauea
- 1992 Live in L.A., The Rippingtons
- 1997 The Body Remembers, Lorraine Feather
- 1999 The Dance, Dave Koz
- 2004 Choices, Brian Bromberg
- 2014 David Pack's Napa Crossroads, David Pack
- 2015 The Peanuts Movie, Christophe Beck